# رنه پورتلند
رنه پورتلند (انگلیسی: Rene Portland; ۳۱ مارس ۱۹۵۳ – ۲۲ ژوئیهٔ ۲۰۱۸) بازیکن بسکتبال، و سرمربی (بسکتبال) اهل ایالات متحده آمریکا بود.